# Пати Смит
Пати Смит (на английски: Patti Smith) е американска певица, поетеса, художничка и публицистка. Превръща се в мощна фигура в нюйоркския пънк рок след издаването на албума Horses (1975).
Наричат я „Кръстницата на пънка“; работата ѝ съединява рока и поезията. Най-широко известната песен на Смит е Because The Night, която е написана в сътрудничество с Брус Спрингстийн и достига позиция №13 на Хот 100 на Билборд през 1978 г. През 2005 г. става Командир на Ордена на изкуствата и литературата, присъждан от Министерството на културата на Франция, а през 2007 г. е почетена с място в Залата на славата на рокендрола. На 17 ноември 2010 г. печели Националната награда за книга за мемоарите си „Просто деца“. Носител е на Полярната музикална награда за 2011 година.